# Touhou Hisoutensoku
Touhou Hisoutensoku (яп. 東方非想天則 То:хо: Хисо:тэнсоку) — двухмерный файтинг, часть серии Touhou Project. Хронологически действие происходит после Undefined Fantastic Object (TH12). Игра служит расширением к Scarlet Weather Rhapsody, из-за этого она носит номер TH12.3 вместо «традиционного» TH12.5.
Touhou Hisoutensoku была представлена на Комикете-76.

## Описание
Это третий файтинг в линейке Touhou, созданный совместно с Twilight Frontier, игровая графика была нарисована alphes’ом, а музыка написана Уни Акиямой.
Hisoutensoku добавляет в файтинги четыре новых персонажа. Все они известны по более ранним данмаку-шутерам. Хун Мэйлин появляется, так как она появилась в Immaterial and Missing Power, но отсутствовала в Scarlet Weather Rhapsody.
В интервью на радио ZUN сказал, что изначально в игре должны были присутствовать Риггл Найтбаг и Нитори Кавасиро, но были исключены из-за временных ограничений. Также рассматривались кандидатуры Кагуи Хорайсан и Фудзивара-но Моко, но они были сочтены слишком сильными. Вместо этого Twilight Frontier решили ввести в основном слабых персонажей, забавно контрастирующих с сильными персонажами из Immaterial and Missing Power. Исключение составляет Санаэ Котия, возможно, её специально сделали слабее.

## Геймплей
Touhou Hisoutensoku сохраняет ту же механику карт, спирита, погоды как и в Scarlet Weather Rhapsody, а также вводит новых персонажей, карты и типы погоды. Многие карты, типы погоды и графические элементы из Scarlet Weather Rhapsody были изменены. В дополнение к новым персонажам, существующие обзавелись новыми картами. Дополнительно, у каждого игрового персонажа теперь есть системная карта (например исцеление, изменение погоды, бомбы, и т. д.) связанная с ним, которая может быть использована любым персонажем после открытия.

## Сюжет

### Пролог
Одним ранним утром, в горах объявилось огромное человекоподобное существо, испускающее пар, а затем растворилось в горном тумане. Это существо увидели Санаэ, Чирно и Мейлин. Санаэ подумала, что гигантский робот; Чирно была уверена, что это Дайдарабоччи; Мейлин решила, что был Тайсуй Синцзюнь. Каждый герой отправился на поиски загадочного существа.

### Основной сюжет

#### История Санаэ
Чирно размышляет, не был ли тот гигант легендарным гигантским ёкаем Дайдарабоччи. Появляется Санаэ, которая тоже хочет знать, что это был за гигант. Санаэ и Чирно сражаются, и Санаэ побеждает. После боя Санаэ спрашивает, куда ушёл гигант, и Чирно говорит, что она видела его около особняка Алой Дьяволицы.
Мейлин стоит на крыше особняка Алой Дьяволицы и размышляет вслух о том, что гигант был не кто иной как Тайсуй Синцзюнь. Санаэ появляется рядом, напугав Мейлин. Санаэ спрашивает, куда ушёл гигант. Мейлин сказала, что он направился к горе. Санаэ удивляется, подумав, что пропустила гиганта по пути. Мейлин недовольна тем, что Санаэ приходит в особняк без спроса и они сражаются. После боя Санаэ проговорилась, что это был гигантский робот. Рядом с особняком появляется теплый туман, и Санаэ видит гигантского робота у подножия горы. На этот раз гигант, похоже, бродит возле Подземного гейзерного центра. Однако и гигант, и туман тут же исчезают вновь. Санаэ решила проверить подземелье под гейзером, и спустилась подземелье, где живёт солнце.
Санаэ рассказывает, что Подземный гейзерный центр был создан для осуществления планов Канако по технологическим прорывам. Санаэ решает, что здесь находится док для гигантского робота. Как она говорит, во Внешнем мире роботы существует только в аниме, но в Генсокё они могли бы существовать наяву. Внезапно сверху падает Рейму, которая решила, что упала в ловушку, и спрашивает, что это за яма. Она подозревает, что Санаэ что-то замышляет и начинается бой. Санаэ заявляет, что она не занимается ничем плохим. Рейму начинает уставать и чувствовать боль после падения. Санаэ объясняет ей, что Подземный гейзерный центр был построен каппами для проведения исследований. Рейму соглашается, что Санаэ ни в чём не виновата, и говорит, что если начнется новый инцидент, Санаэ попадет под подозрение.
Далее Санаэ прибывает к термоядерному реактору, замечая, что там опасно долго находиться из-за высоких температур. Внезапно Санаэ атакована Уцухо, которая говорит, что работа реактора была приостановлена из-за засорения, и она прибыла устранить это засорение. После спелл-карты Уцухо, Санаэ заявляет, что она жрица богини Канако, но Уцухо не помнит, кто такая Канако. Санаэ объясняет, что её босс могущественней, чем Уцухо. Уцухо настаивает на том, что в реакторе обнаружено инородное тело, которое следует ликвидировать, и бой продолжается. После боя у Уцухо возникает провал в памяти, она не помнит, что они делали, и Санаэ говорит, что она должна подчиняться её приказам и помочь с осмотром реактора. Уцухо спрашивает, что ей делать, и Санаэ говорит ей обыскать реактор на наличие «гигантского предмета», прячущегося там. На вопрос Уцухо, что это, Санаэ отвечает, что это человекоподобное существо примерно 100 метров высотой. После длительных разъяснений, Уцухо говорит, что не могла бы не заметить такой гигантский объект, если бы он был там.
Через некоторое время на Санаэ падает сверху Сувако. Санаэ рассказывает ей, как она преследовала «гигантскую тень», которая должна была быть гигантским роботам. Сувако объясняет ей, что гигантский робот это Хисотенсоку. Санаэ упрекает её в утаивании правды и они сражаются.

#### История Чирно
Чирно утверждает, что видела Дайдарабоччи. Она готовится отправиться на его поиски, когда появляется Санаэ и расспрашивает её, не видела ли она гигантскую фигуру. Чирно отрицает, что она видела Дайдарабоччи, и Санаэ подозревает её в утаивании правды. Они сражаются.
Далее Чирно проходит мимо особняка Алой Дьяволицы и подслушивает разговор Мейлин, утверждающую, что видела Тайсуй Синцзюня. Чирно охвачена любопытством и хочет найти Тайсуй Синцзюня, Мейлин же не хочет рассказывать ей об этом и они сражаются. После боя Чирно вспоминает, что искала Дайдарабоччи и идет искать дальше.
Возле Подземного гейзерного Центра Чирно встречает Марису, и та после боя признается, что Дайдарабоччи ушёл в подземелье (однако это была ложь). Оказавшись в Подземном гейзерном центре, Чирно атакована Уцухо. Уцухо хочет ликвидировать инородный объект в виде Чирно, но той удается избежать превращения в пепел. Чирно убегает и возвращается на поверхность, где снова встречает Марису. Которая сообщает, что видела гигантского ёкая в Магическом лесу. Там Чирно встречает Алису, и рассказывает ей о Дайдарабоччи. Алиса понимает, что Чирно узнала о её кукле Голиафе, и натравливает куклу на Чирно.

#### История Мейлин
Мейлин врывается в библиотеку Пачули, говоря, что видела Тайсуй Синцзюня, убеждая Пачули начать приготовления к землетрясению. Пачули отмахивается и говорит ей вернуться на свой пост и не мешать ей. После боя с ней, Мейлин решает защитить Особняк от демонов Тайсуй Синцзюня в одиночку.
К ней подходит Алиса и просить Мейлин проводить её в библиотеку. Мейлин заявляет, что она на самом деле демон, посланный Тайсуй Синцзюнем, и «Алиса» удивлена, что Мейлин разглядела её истинную сущность. Мейлин побеждает «Алису» и ждет следующего нарушителя.
Появляется Мариса и тоже хочет попасть в библиотеку. Мейлин сообщает ей, что она подделка и побеждает «Марису».
Затем прибывает Рейму, которая хочет истребить ёкаев в особняке. Мейлин разоблачает её, как очередного посланца Тайсуй Синцзюня и сражается с ней. Побежденная «Рейму» решает показать Мейлин свою истинную сущность, Гигантского сома.
Гигантский сом, воплощение Тайсуй Синцзюня, заявляет, что его возрождение завершено и что он послал ассасинов, чтобы лишить Мейлин сил до его воскрешения. Мейлин решает победить Тайсуй Синцзюня, чтобы стать героем, спасшим Генсокё.

## Музыка
В «Touhou Hisoutensoku» представлено 18 новых треков, а также музыка из «Scarlet Weather Rhapsody». Только «Неизвестный X ~ Unfound Adventure» (яп. アンノウンＸ　～ Unfound Adventure) и «Объект X, плывущий по небу» (яп. 空に浮かぶ物体Ｘ), были написаны ZUN’ом. Все остальные были сделаны U2 Akiyama.
Все темы персонажей были аранжированы из предыдущих игр. Для некоторых персонажей темами являются темы уровней из предыдущих игр, как например, темы Хун Мэйлин и Пачули Нолидж, являющиеся аранжировками тем 3 и 4 уровней Embodiment of Scarlet Devil соответственно.
После релиза игры был выпущен оригинальный саундтрек Touhou Hisoutensoku (核熱造神ヒソウテンソク 東方非想天則 ORIGINAL SOUND TRACK), содержащий треки из Hisoutensoku и несколько аранжировок, а также комментарии ZUN’а и U2.
| №                   | Название                            | Музыка                                                  | Длительность |
| ------------------- | ----------------------------------- | ------------------------------------------------------- | ------------ |
| 1.                  | «君はあの影を見たか»                | あきやまうに                                            | 3:19         |
| 2.                  | «萃夢想»                            | あきやまうに                                            | 3:07         |
| 3.                  | «信仰は儚き人間の為に»              | ZUN, あきやまうに, にいむ                               | 3:02         |
| 4.                  | «おてんば恋娘»                      | ZUN, あきやまうに                                       | 2:55         |
| 5.                  | «上海紅茶館 ～ Chinese Tea»         | ZUN, あきやまうに, にいむ                               | 3:04         |
| 6.                  | «霊知の太陽信仰 ～ Nuclear Fusion»  | ZUN, あきやまうに                                       | 3:02         |
| 7.                  | «明日ハレの日、ケの昨日»            | ZUN, あきやまうに                                       | 3:06         |
| 8.                  | «アンノウンＸ ～ Unfound Adventure» | ZUN                                                     | 5:21         |
| 9.                  | «空に浮かぶ物体Ｘ»                  | ZUN                                                     | 1:28         |
| 10.                 | «二色蓮花蝶 ～ Ancients»            | ZUN, あきやまうに                                       | 3:13         |
| 11.                 | «恋色マジック»                      | ZUN, あきやまうに, tmy, JUN, にいむ, 荒井英理也, Carlos | 3:14         |
| 12.                 | «the Grimoire of Alice»             | あきやまうに                                            | 3:14         |
| 13.                 | «ヴワル魔法図書館»                  | あきやまうに                                            | 2:51         |
| 14.                 | «伝説の巨神»                        | あきやまうに                                            | 1:55         |
| 15.                 | «ぼくらの非想天則»                  | あきやまうに                                            | 2:45         |
| 16.                 | «人形のある風景»                    | あきやまうに                                            | 2:04         |
| 17.                 | «悠久の蒸気機関»                    | あきやまうに                                            | 1:37         |
| 18.                 | «アンノウンＸ ～ Unfound Adventure» | ZUN, あきやまうに                                       | 3:01         |
| 19.                 | «ぼくらの非想天則 (Full ver.)»      | あきやまうに                                            | 4:28         |
| 20.                 | «巨大な影と小さな結末»              | あきやまうに                                            | 4:52         |
| 21.                 | «ぼくらの非想天則 (カラオケ ver.)»  | あきやまうに                                            | 4:27         |
| Общая длительность: | Общая длительность:                 | Общая длительность:                                     | 1:07:05      |